# Sylvio Kroll
Sylvio Kroll (Lübben, Alemania, 29 de abril de 1965) es un gimnasta artístico alemán, dos veces campeón del mundo, en 1985 en barras paralelas, y en 1987 en salto de potro.

## Carrera deportiva
En el Mundial de Montreal 1985 gana cuatro medallas: oro en barras paralelas, plata en barra horizontal —tras el chino Tong Fei—, bronce en la general individual —por detrás de los soviéticos Yuri Korolev y Vladimir Artemov—, y también bronce en equipos, tras la Unión Soviética y China.
En el Mundial que tuvo lugar en Róterdam (Países Bajos) en 1987 consigue oro en salto de potro, y bronce por equipos, tras la Unión Soviética y China, siendo sus compañeros de equipo: Sven Tippelt, Holger Behrendt, Ulf Hoffmann, Maik Belle y Mario Reichert.
En los JJ. OO. de Seúl de 1988 consigue la medalla de plata en el concurso por equipos, tras la Unión Soviética y por delante de Japón, siendo sus compañeros de equipo: Holger Behrendt, Ulf Hoffmann, Ralf Büchner, Sven Tippelt y Andreas Wecker. Asimismo también consigue la plata en salto de potro, tras el chino Lou Yun.
En el Mundial de Stuttgart 1989 gana plata en equipos —tras la Unión Soviética— y plata en salto, tras su compatriota Jörg Behrend.
En el Mundial de Indianápolis 1991, representando a Alemania ya que a finales de 1989 se unieron Alemania del Este y del Oeste, gana el bronce por equipos, tras la Unión Soviética y China.